# Michaił Stakun
Michaił Osipowicz (Iosifowicz) Stakun (ros. Михаил Осипович (Иосифович) Стакун, ur. 1893 we wsi Nidziany w guberni wileńskiej, zm. 27 kwietnia 1943 w Tambowie) – radziecki działacz państwowy i partyjny.

## Życiorys
W 1912 wstąpił do SDPRR(b), w tym samym roku został aresztowany i w 1913 skazany na 2 lata zesłania do Rygi, 1916 ponownie aresztowany. W styczniu 1917 został wcielony do rosyjskiej armii, 1917-1918 był członkiem Czerwonej Gwardii w Piotrogrodzie, a także członkiem Komitetu Wykonawczego Wyborskiej Rady Rejonowej w Piotrogrodzie, skarbnikiem i członkiem sztabu Czerwonej Gwardii Rejonu Wyborskiego w Piotrogrodzie. W 1918 pełnił funkcję komisarza ds. żywności Centralnego Zarządu Zaopatrzenia Armii, komisarza Zarządu Wojskowo-Zaopatrzeniowego Armii Czerwonej, członka Rady Wojskowo-Rewolucyjnej 12 Armii, następnie komisarza ds. żywności Konstantynowa, komisarza ds. żywności Millerowa (obwód doński) i do 1923 komisarza ds. żywności Okręgu Nowoczerkaskiego (obwód doński). W latach 1923–1924 był sekretarzem odpowiedzialnym Nowoczerkaskiego Komitetu Okręgowego RKP(b), 1924-1927 członkiem Prezydium Północnokaukaskiej Krajowej Komisji Kontroli RKP(b)/WKP(b), 1927-1929 sekretarza odpowiedzialnego Stawropolskiego Komitetu Okręgowego WKP(b), potem pracownikiem Północnokaukaskiego Krajowego Komitetu WKP(b) i do września 1930 sekretarza odpowiedzialnego Czytyjskiego Komitetu Okręgowego WKP(b). Następnie 1930-1932 studiował w Instytucie Marksizmu-Leninizmu przy KC WKP(b), 1932-1934 był I sekretarzem Wschodniokazachstańskiego Obwodowego Komitetu WKP(b), od stycznia do czerwca 1935 pełnomocnikiem Ludowego Komisariatu Przemysłu Ciężkiego ZSRR na Białoruską SRR, a od czerwca 1935 do 1937 I sekretarzem Komitetu Miejskiego Komunistycznej Partii (bolszewików) Białorusi w Homlu i jednocześnie do 25 października 1937 członkiem KC KP(b)B. Od 19 czerwca do 25 października 1937 był członkiem Biura KC KP(b)B, od 7 lipca do 14 listopada 1937 przewodniczącym Centralnego Komitetu Wykonawczego (CIK) Białoruskiej SRR, a od 1937 do sierpnia 1938 kierownikiem obwodowego oddziału urzędu "Rossnabsbyt".
14 sierpnia 1938 został aresztowany, 29 lipca 1940 skazany, zmarł w tambowskim więzieniu.